# 조지 바트니에프
조지 바트니에프(George Bartenieff, 1933년 1월 24일 ~ )는 미국의 배우, 연극 배우, 텔레비전 배우이다.
베를린에서 태어났다.

## 영화
- 줄리 & 줄리아 (2009년)
- 레스큐 미 시즌1 (2004년)
- 애너머 (1998년)
- 지구에서 달까지 (1998년)
- 7번가의 욕망 (1996년)
- 조이 브레커 (1993년)
- 법과 질서 (1990년)
- 미국 이야기 (1989년)
- 앳 마더스 리퀘스트 (1987년) - Mr. 콜즈 역
- 아메리칸 마스터즈 (1983년)
- 핫 락 (1972년)
- 뉴욕의 헤라클레스 (1970년)